# Teoria clàssica de camps
Una teoria clàssica de camps és una teoria física que pronostica com un o més camps físics interaccionen amb la matèria. El terme 'teoria clàssica de camps' és generalment reservat per descriure aquelles teories físiques que descriuen l'electromagnetisme i la gravitació, dos de les forces fonamentals de la natura. Aquelles teories que incorporen la mecànica quàntica són anomenades teories quàntiques de camp.
A física el terme camp representa l'assignació d'una quantitat física a cada punt de l'espai i/o temps. Per exemple, en una previsió de temps, la velocitat del vent és descrita assignant un vector a cada punt espacial. Cada vector representa la direcció del moviment d'aire a aquell punt. Amb el pas de les hores, el vent a un punt canvia, tant en direcció com en magnitud i així el camp canvia també. Des d'un punt de vista matemàtic, els camps clàssics són descrits per seccions de fibrats (teoria de camp clàssica covariant).
Les descripcions de camps físics van ser donades abans del naixement de la teoria de la relativitat i fou llavors revisada segons aquesta teoria. Consegüentment, s'acostuma a dividir entre les teories de clàssiques de camp no relativistes i aquelles relativistes. Les equacions de camp modernes tendeixen a ser equacions tensorials.
L'any 1839 James MacCullagh presentà les equacions de camp per descriure la reflexió i la refracció en "An essay toward a dynamical theory of crystalline reflection and refraction" (un assaig envers una teoria dinàmica de la reflexió i la refracció cristal·lina).

## Teories de camp no relativistes
Alguns dels camps físics més senzills són camps vectorials de força. Històricament, el primer cop que els camps van ser tractats seriosament fou amb les línies de força de Faraday en descrivint el camp elèctric. El camp gravitacional fou aleshores semblantment descrit.

### Gravitació newtoniana
La primera teoria de camp de gravetat va ser la la teoria de la gravetat de Newton en quina la interacció mútua entre dues masses obeeix un llei de l'invers del quadrat. Aquesta teoria va resultar especialment útil per a pronosticar el moviment dels planetes al voltant del Sol.
Qualsevol cos massiu M té un camp gravitacional g que descriu la seva influència en altres cossos massius. El camp gravitacional de M a un punt r a l'espai és trobat determinant la força F que M exerceix en una petita massa de prova m ubicada a r, dividint llavors m:
{\displaystyle \mathbf {g} (\mathbf {r} )={\frac {\mathbf {F} (\mathbf {r} )}{m}}.}
Estipulant que m és molt més petita que M assegura que la presència de m té una influència insignificant en el comportament de M.
Segons la llei de gravitació universal de Newton, F(r) és donat per
{\displaystyle \mathbf {F} (\mathbf {r} )=-{\frac {GMm}{r^{2}}}{\hat {\mathbf {r} }},}
on {\displaystyle {\hat {\mathbf {r} }}} és un vector d'unitat que assenyala al llarg de la línia entre M i m, i G és  la constant gravitacional de Newton. Per tant, el camp gravitacional de M és
{\displaystyle \mathbf {g} (\mathbf {r} )={\frac {\mathbf {F} (\mathbf {r} )}{m}}=-{\frac {GM}{r^{2}}}{\hat {\mathbf {r} }}.}
L'observació experimental que la massa inercial i la massa gravitacional són iguals porta a la identificació de la força del camp gravitacional com a idèntica a l'acceleració experimentada per una partícula. Això és el punt de partida del principi d'equivalència, el qual dirigeix a la relativitat general.
Per una col·lecció discreta de masses Mi, localitzades als punts ri, el camp gravitacional a un punt r a causa de les masses és
{\displaystyle \mathbf {g} (\mathbf {r} )=-G\sum _{i}{\frac {M_{i}(\mathbf {r} -\mathbf {r_{i}} )}{|\mathbf {r} -\mathbf {r} _{i}|^{3}}}\,,}
Si, en comptes, tenim una distribució de contínua de masses ρ, la suma és reemplaçada per una integral,
{\displaystyle \mathbf {g} (\mathbf {r} )=-G\iiint _{V}{\frac {\rho (\mathbf {r} )d^{3}\mathbf {x} (\mathbf {r} -\mathbf {x} )}{|\mathbf {r} -\mathbf {x} |^{3}}}\,,}
La direcció dels punts del camp és des de r a la posició de les masses ri; això és donat pel signe negatiu. Això vol dir, en resum, que totes les masses s'atreuen.
En la seva forma integral la llei de gravetat de Gauss és
{\displaystyle \iint \mathbf {g} \cdot d\mathbf {S} =-4\pi Gm}
mentre que en forma diferencial és
{\displaystyle \nabla \cdot \mathbf {g} =-4\pi G\rho _{m}}
Per tant, el camp gravitacional g pot ser escrit en termes del gradient d'un potencial gravitacional φ(r):
{\displaystyle \mathbf {g} (\mathbf {r} )=-\nabla \phi (\mathbf {r} ).}
Això és una conseqüència del fet que la força gravitacional és una força conservativa.

### Electromagnetisme

#### Electroestàtica
Una partícula de prova carregada amb una càrrega elèctrica q experimenta una força F basada només en la seva càrrega. Símilarment podem descriure el camp elèctric E de forma que F = qE = qE. Fent ús d'això i de la llei de coulomb, el camp elèctric a causa d'una partícula carregada és
{\displaystyle \mathbf {E} ={\frac {1}{4\pi \epsilon _{0}}}{\frac {q}{r^{2}}}{\hat {\mathbf {r} }}\,.}
El camp elèctric és conservatiu, i per això és donat pel gradient d'un potencial escalar, V(r)
{\displaystyle \mathbf {E} (\mathbf {r} )=-\nabla V(\mathbf {r} )\,.}
La llei de Gauss per l'electricitat és, en la seva forma integral,
{\displaystyle \iint \mathbf {E} \cdot d\mathbf {S} ={\frac {q_{e}}{\epsilon _{0}}}}
mentre que en la seva forma diferencial
{\displaystyle \nabla \cdot \mathbf {E} ={\frac {\rho _{e}}{\epsilon _{0}}}\,.}

#### Magnetoestàtica
Una corrent estable I fluint al llarg d'un camí ℓ exercirà una força en partícules properes que és quantitativa-ment diferent que la força del camp elèctric descrita amunt. La força exercida per I en un càrrega q propera amb velocitat v és
{\displaystyle \mathbf {F} (\mathbf {r} )=q\mathbf {v} \times \mathbf {B} (\mathbf {r} ),}
on B(r) és el camp magnètic. Aquest és un cas especial de la força de Lorentz. B(r) és determinat amb I per la llei de Biot–Savart:
{\displaystyle \mathbf {B} (\mathbf {r} )={\frac {\mu _{0}I}{4\pi }}\int {\frac {d{\boldsymbol {\ell }}\times d{\hat {\mathbf {r} }}}{r^{2}}}.}
El camp magnètic no és conservatiu en general, i per això no pot ser normalment escrit en termes d'un potencial escalar. Tanmateix, pot ser escrit en termes d'un potencial vectorial, A(r):
{\displaystyle \mathbf {B} (\mathbf {r} )=\nabla \times \mathbf {A} (\mathbf {r} )}
La llei de Gauss pel magnetisme en forma integral és
{\displaystyle \iint \mathbf {B} \cdot d\mathbf {S} =0,}
mentre que en forma diferencial és
{\displaystyle \nabla \cdot \mathbf {B} =0.}
La interpretació física és que no hi ha cap monopol magnètic.

#### Electrodinàmica
En general, en la presència d'ambdues una densitat de càrrega elèctrica ρ(r, t) i densitat de corrent J(r, t), hi haurà tant un camp elèctric com un camp magnètic, i tots dos variaran amb el temps. Aquests camps són descrits per les equacions de Maxwell, un conjunt d'equacions diferencials que directament relacionen E i B a la densitat de càrrega elèctrica (càrrega per unitat de volum) ρ i la densitat de corrent (corrent elèctric per àrea d'unitat) J.
Alternativament, hom pot descriure el sistema en termes dels seus potencials escalars i vectorials V i A. Un conjunt de les equacions integrals conegudes com a potencials retardats permeten calcular V i A de ρ i J i, per tant, també els camps elèctrics i magnètics poden ser determinats amb aquestes relacions
{\displaystyle \mathbf {E} =-\nabla V-{\frac {\partial \mathbf {A} }{\partial t}}}
{\displaystyle \mathbf {B} =\nabla \times \mathbf {A} .}

### Hidrodinàmica
La dinàmica  de fluids té camps de pressió, densitat, i ritme de flux que estan connectades per les lleis de conservació d'energia i el seu moment. L'equació de continuïtat de la massa és una equació de continuïtat representant la conservació de la massa
{\displaystyle {\frac {\partial \rho }{\partial t}}+\nabla \cdot (\rho \mathbf {u} )=0}
i les equacions de Navier–Stokes representen la conservació del moment en el fluid, trobades de l'aplicació de les lleis de Newton al fluid,
{\displaystyle {\frac {\partial }{\partial t}}(\rho \mathbf {u} )+\nabla \cdot (\rho \mathbf {u} \otimes \mathbf {u} +p\mathbf {I} )=\nabla \cdot {\boldsymbol {\tau }}+\rho \mathbf {b} }
si la densitat ρ, la pressió p, tensor de tensió τ del fluid, així com les forces externes b, són tota donata. El camp de velocitat u és el camp vectorial pel que es resolen les equacions.

## Teoria potencial
El terme "teoria potencial" sorgeix del fet que, a la física de segle xix, es creia que les forces fonamentals de la natura es deriven de potencials escalars que satisfacin l'equació de Laplace. Poisson va adreçar la qüestió de l'estabilitat de les òrbites planetàries, la qual ja havia estat resolta per Lagrange fins al primer grau d'aproximació de les forces de pertorbació, i va derivar la equació de Poisson, anomenada en el seu nom. La forma general d'aquesta equació és
{\displaystyle \nabla ^{2}\phi =\sigma }
on σ és una funció de font (com a densitat, una quantitat per volum d'unitat) i φ el potencial escalar pel que s'ha de trobar una solució.
En la gravitació newtoniana; les masses són les fonts del camp de manera que les línies de camp acaben a objectes que tenen massa. Semblantment, les càrreges electriques són les fonts i els embornals dels camps electroestàtics: les càrregues positives emanen línies de camp elèctric, i les línies de camp rescindeixen a càrregues negatives. Aquests conceptes de camp són també il·lustrat en el teorema de divergència general, concretament la llei de Gauss per la gravetat i l'electricitat. Pels casos de l'electromagnetisme i la gravetat independent del temps, els camps són gradients dels potencials corresponents
{\displaystyle \mathbf {g} =-\nabla \phi _{g}\,,\quad \mathbf {E} =-\nabla \phi _{e}}
així que substituint aquestes a la llei de Gauss s'obté per cada cas
{\displaystyle \nabla ^{2}\phi =-4\pi G\rho _{g}\,,\quad \nabla ^{2}\phi =-{\rho _{e} \over \epsilon _{0}}}
on ρg és la densitat de massa i ρe la densitat de càrrega.
Addicional-ment, aquesta semblança sorgeix de la semblança entre la llei de gravetat de Newton i la llei de Coulomb .
En el cas on hi ha cap terme de font (p. ex. al buit, o quan les càrregues són parelles), aquests potencials obeeixen l'equació de Laplace :
{\displaystyle \nabla ^{2}\phi =0}

## Teoria de camp relativista
Les formulacions modernes de les teories de camp clàssiques requereixen generalment una covariància de Lorentz car això és ara reconegut com un aspecte fonamental de la natura. Una teoria de camp tendeix a ésser expressada matemàticament mitjans lagrangians. Aquests són funcions que,  sotmeses a un principi d'acció, donen les equacions de camp i a una llei de conservació per la teoria. L'acció és un escalar de Lorentz del qual les equacions de camp i les simetries de la teoria poden ser derivades.
La convenció d'unitats feta servir endavant és aquella per la que la velocitat de la llum c és 1, això vol dir c = 1.

### Dinàmica lagrangiana
Donat un tensor de camp φ, podem crear la densitat lagrangiana a partir de φ i les seves derivades:
{\displaystyle {\mathcal {L}}(\phi ,\partial \phi ,\partial \partial \phi ,\ldots ,x)}
D'aquesta densitat, el funcional d'acció pot ser construït integrant sobre l'espaitemps,
{\displaystyle {\mathcal {S}}=\int {{\mathcal {L}}{\sqrt {-g}}\mathrm {d} ^{4}x}.}
On {\displaystyle {\sqrt {-g}}} es veu com el 'jacobià' en l'espaitemps corbat. {\displaystyle (g\equiv {\text{det}}(g_{\mu \nu }))}
Per tant, el lagrangià mateix és igual a la integral de la densitat lagrangiana sobre tot l'espai.
Llavors aplicant l'principi d'acció, les equacions d'Euler-Lagrange són obtingudes
{\displaystyle {\frac {\delta {\mathcal {S}}}{\delta \phi }}={\frac {\partial {\mathcal {L}}}{\partial \phi }}-\partial _{\mu }\left({\frac {\partial {\mathcal {L}}}{\partial (\partial _{\mu }\phi )}}\right)+\cdots +(-1)^{m}\partial _{\mu _{1}}\partial _{\mu _{2}}\cdots \partial _{\mu _{m-1}}\partial _{\mu _{m}}\left({\frac {\partial {\mathcal {L}}}{\partial (\partial _{\mu _{1}}\partial _{\mu _{2}}\cdots \partial _{\mu _{m-1}}\partial _{\mu _{m}}\phi )}}\right)=0.}

## Camps relativistes
Dos de les teories clàssiques de camps Lorentz-covariants més conegudes són ara descrites.

### Electromagnetisme
Històricament, les primeres teories (clàssiques) de camps eren aquelles descrivint els camps elèctrics i magnètics (per separat). Després de nombrosos experiments, va ser descobert que aquests dos camps estan relacionats, car són, de fet, dos aspectes del mateix camp: el camp electromagnètic. La teoria de Maxwell de l'electromagnetisme descriu la interacció de matèria carregada amb el camp electromagnètic. La primera formulació d'aquesta teoria de camp feia servir camps vectorials per descriure els camps elèctrics i magnètics. Amb la relativitat especial, una formulació més completa que utilitza camps tensorials va ser trobada. En comptes d'utilitzar dos camps vectorials descrivint els camps elèctrics i magnètics, un camp de tensorial representant aquests dos camps junts és utilitzat.
El quadrivector del potencial electromagnètic és definit com a Aa = (-φ, A), i el quadrivector del corrent electromagnètic com a ja = (-ρ, j). El camp electromagnètic a qualsevol punt dins l'espaitemps és descrit per el tensor de camp electromagnètic
{\displaystyle F_{ab}=\partial _{a}A_{b}-\partial _{b}A_{a}.}

#### El lagrangià
Per obtenir la dinàmica per aquest camp, provem de construir un escalar del camp. Al buit, tenim
{\displaystyle {\mathcal {L}}={\frac {-1}{4\mu _{0}}}F^{ab}F_{ab}\,.}
Podem utilitzar teoria de camp de gauge per aconseguir el terme d'interacció, i això ens dona
{\displaystyle {\mathcal {L}}={\frac {-1}{4\mu _{0}}}F^{ab}F_{ab}+j^{a}A_{a}\,.}

#### Les equacions
Per obtenir les equacions de camp el tensor electromagnètic a la densitat lagrangiana ha de ser reemplaçat per la seva definició en termes del 4-potencial A, siguent aquest potencial el que forma part de les equacions d'Euler-Lagrange. El camp electromagnètic F no és variat a les equacions d'Euler-Lagrange. Per tant,
{\displaystyle \partial _{b}\left({\frac {\partial {\mathcal {L}}}{\partial \left(\partial _{b}A_{a}\right)}}\right)={\frac {\partial {\mathcal {L}}}{\partial A_{a}}}\,.}
Avaluant la derivada de la densitat lagrangiana amb respecte als components del camp
{\displaystyle \partial {\mathcal {L}}/\partial A_{a}=\mu _{0}j^{a}\,,}
i les derivades dels components del camp
{\displaystyle \partial {\mathcal {L}}/\partial (\partial _{b}A_{a})=F^{ab}\,,}
s'obtenen les equacions de Maxwell al buit. Les equacions de font (la llei de Gauss per electricitat i la llei Maxwell-Ampère) són
{\displaystyle \partial _{b}F^{ab}=\mu _{0}j^{a}\,.}
mentre que les altres dos (la llei de Gauss pel magnetisme i la llei de Faraday) són obtingudes del fet que F que la identitat de Bianchi és valida per al tensor de camp electromagnètic.
{\displaystyle 6F_{[ab,c]}\,=F_{ab,c}+F_{ca,b}+F_{bc,a}=0.}
on la coma indica un derivada parcial.

### Gravitació
Després que la gravitació newtoniana va ser trobada inconsistent amb relativitat especial, Albert Einstein va formular una teoria nova de gravitació que anomenà relativitat general. Aquesta tracta la gravitació com un fenomen geomètric ('espaitemps torçut') causat per masses i representa el camp gravitacional matemàticament per un camp tensorial que anomenà el tensor mètric. Les equacions de camp d'Einstein descriuen com aquesta curvatura és produïda. La gravitació newtoniana és ara substituïda per la teoria d'Einstein de la relativitat general, en quina la gravitació és entesa com una conseqüència d'un espaitemps torçut, causat per masses. L'equació de camp d'Einstein descriu com aquesta curvatura és produïda per masses
{\displaystyle G_{ab}=\kappa T_{ab}}
on κ = 8πG/c4 és una constant que apareix en les equacions de camp de l'Einstein (i no l'acció), i
{\displaystyle G_{ab}\,=R_{ab}-{\frac {R}{2}}g_{ab}}
és el tensor d'Einstein
La soulció pel buit pot ser obtinguda variant l'acció d'Hilbert–d'Einstein amb respecte a la mètrica
{\displaystyle S[g]=k\int R{\sqrt {-g}}\,d^{4}x}
Les equacions de camp buit són les equacions de camp escrit sense matèria (incloent fonts). Les solucions d'aquestes són anomenades solucions de buit. Les equacions de camp poden ser derivades utilitzan l'acció–d'Hilbert-Einstein. Variant el lagrangià
{\displaystyle {\mathcal {L}}=R{\sqrt {-g}}\,,}
, on R = Rab gab és l'escalar de Ricci escrit en termes del tensor de Ricci Rab i g la determinant del tensor mètric gab, es poden obtenir les equacions de camp buit
{\displaystyle G_{ab}=0\,.}

## Intents d'unificació
La teoria de Kaluza-Klein intenta unificar gravitació i electromagnetisme, en un espaitemps 5-dimensional.